# Aedh
Aedh, Aed, (ur. ok. 840, zm. 878) – król Szkotów 877–878.

## Życiorys
Młodszy syn króla Kennetha I MacAlpina, objął władzę po swoim bracie Konstantynie I. Szczegóły jego krótkich rządów nie są znane. Miał dwóch synów: starszy objął tron szkocki jako Konstantyn II w 900 r., młodszy, jako Donald I panował w podleglym Szkotom królestwie Strathclyde w latach 908–925.
Aedh zginął w bitwie z Normanami pod Strathallan w 878 r. Zgodnie ze zmodyfikowanym przez Donalda I szkockim zwyczajem tzw. tanistry, następcą wyznaczony był Giric, syn Donalda I. W wyniku spisku królem został także Eochaid, syn króla Strathclyde Rhuna i siostry Aeda. Ostatecznie rządy w Szkocji sprawowali wspólnie Giric i Eochaid.